# M/S Korshamn
M/S Korshamn var ett svenskt lastfartyg.

## Historik
M/S Korshamn byggdes i Skottland 1920 och levererades som Glenluce till Glen Line i Glasgow. 1935 (efter många kostsamma kollisioner) såldes Glenluce till ett annat rederi och döptes till Ionopolis, men 1937 såldes fartyget igen och denna gång till rederiet Brunn & von der Lippe i Tønsberg, Norge. Under norsk flagg fick fartyget namnet Viego. I början av 1939 köptes Viego till Sverige och skeppsredaren Sven Salén i Stockholm och överfördes till rederi AB Jamaica under namnet Korshamn. Efter tre månaders ombyggnad och modernisering vid Götaverken gjorde Korshamn sin första resa under svensk flagg från Gdynia till Venezuela med en last av cement. Under fartygets uppehåll i Los Angeles övertogs befälet av kapten Sven Lantz.

## Torpederingen
En konvoj om ett 50-tal fartyg var i mars 1941 på ostgående över Atlanten. Två av dessa var svenska, det ena var Korshamn på väg från Halifax till Liverpool. På kvällen den 17 mars kolliderade ett norskt fartyg med Korshamn (gång med släckta lanternor). Under undersökningen av skadorna akter om maskinrummet träffades Korshamn av en torped just där maskinisten och två motormän befann sig. Den ena livbåten förstördes av torpedexplosionen varvid 14-15 man rusade till den andra livbåten. Denna hann aldrig firas i sjön då en talja brast och männen föll i vattnet. När Korsholm sjönk, slog lastbommen på aktermasten till livflotten, så att resten av männen också hamnade i vattnet och en del av dem skadades. Korshamn gick till botten på lat. N61, 9' long. V 12, 40'. När flotten drev från haveriplatsen hade elva man lyckats rädda sig upp på densamma. Samtidigt hade männen iakttagit fem andra fartyg som sänktes och medan de drev på flotten torpederades ytterligare fem fartyg. De elva männen på Korshamns flotte drev omkring på Atlanten i snöstorm och svår kyla. Efter 18 timmar upptäcktes de av en armerad trålare som tog upp männen och landsatte dem i Kirkwall, där de som skadats kunde föras till sjukhus. Av de räddade var fyra svenskar, de övriga danskar, norrmän, belgare och engelsmän.